# Guerre péruano-équatorienne de 1941
Pour les articles homonymes, voir Guerre péruano-équatorienne.
La deuxième guerre équato-péruvienne eut lieu de 1941 à 1942 en pleine Seconde Guerre mondiale entre le Pérou et l'Équateur. Elle se solda par une victoire du Pérou.

## Contexte
Pour un article plus général, voir Conflits frontaliers entre le Pérou et l'Équateur.

### Découpage du territoire lors de la colonisation
L'origine des conflits frontaliers entre le Pérou et l'Équateur remonte au découpage territorial effectué lors de la colonisation espagnole. En 1563, le roi d'Espagne créa la Real Audienca de Quito qui comprenait au nord, les territoires de Pasto, de Popayan, de Cali, de Buenaventura et de Buga (aujourd'hui en Colombie), et au sud, de Piura (dans l'actuel Pérou). Elle appartint à la Vice-royauté du Pérou jusqu'en 1717 date à laquelle elle fut rattachée à la Vice-royauté de Nouvelle-Grenade dont la capitale était Bogota. À l'époque, les frontières, en particulier à l'est, étaient relativement imprécises à cause du manque de connaissances géographiques de la région. De plus, le peu d'habitants de la région en faisait un territoire de faible importance.
La première dispute territoriale intervint en 1802 quand l'administration et la défense des régions de Quito et Maynas fut redonnée à la Vice-Royauté du Pérou. Les imprécisions territoriales de l'époque se retrouvèrent lorsque les colonies espagnoles accédèrent à l'indépendance. Une autre source de discorde apparut de manière similaire en 1803 quand la province de Guyaquil (et le port stratégique de Guayaquil) fut détachée du secteur contrôlé par Lima.
De plus, au cours de l'exploration du continent, de nombreuses missions parties de Quito, notamment conduites par les Jésuites, atteignirent l'Amazone. Aussi, l'Équateur se réclama (jusqu'en 1999) être un pays amazonien. Le roi confirma les droits équatoriens sur les régions jusqu'à l'Amazone, ce fait en 1563, 1749 et 1740. Le gouvernement équatorien considéra que la réorganisation de 1802 était seulement provisoire (à cause de l'expulsion des Jésuites) alors que les Péruviens la considéraient aussi comme politique, ce qui rattachait la région à la Vice-Royauté du Pérou. Enfin, le gouvernement de Lima conteste le fait que certaines missions d'exploration soient parties de Quito et considère plutôt un départ de Cuzco.

### L'indépendance des colonies
En 1819, Simón Bolívar créa la Grande Colombie et libéra l'essentiel de son territoire (comprenant les actuels Colombie, Venezuela, Panama et Équateur) en 1822. En tant que président de la Grande Colombie, il voulait créer un unique état sur la base des anciennes colonies espagnoles. Cependant, certains comme José de La Mar, ancien soldat de l'armée de Bolivar, considéraient ce projet comme autoritaire. Il se lança dans une politique anti-colombienne et parvint à expulser l'armée colombienne de l'ancienne Vice-Royauté du Pérou. En 1828, il envahit la Grande Colombie. Bolivar déclara la guerre au Pérou qui fut défait en 1829. Un coup d'État de l'armée péruvienne remplaça La Mar et ouvrit la voie à un traité de paix. Ce traité reconnut les deux nouveaux états dans les frontières des deux anciennes vice-royautés (principe du uti possidetis juris). Cependant, l'armistice puis le traité Larrea-Gual reconnaissaient la possession de la région de Guayaquil par la Grande Colombie.

### Dissolution de la Grande Colombie
En 1830, la Fédération de Grande Colombie est dissoute laissant la place à trois États : Colombie (Panama en faisant partie à l'époque), Venezuela et Équateur. Au Pérou, l'événement est considéré comme donnant naissance à trois nouveaux États. Cependant, il est plus normalement vu que les trois nouveaux États sont héritiers des traités signés par la Grande Colombie. La Colombie défendit ce point de vue et le fait de considérer que les traités disparaissent avec les États territoriaux signataires n'est pas reconnu.
Le protocole signé le 11 août 1830 à Lima (protocole Pedemonte-Mosquera), défendu par la Colombie et l'Équateur, fixait la frontière Ouest entre l'Équateur et le Pérou sur les rivières Tumbes et Macara et la frontière Est sur la rivière Maranon et le fleuve Amazone. Cela laissait en suspens le règlement de la frontière dans une petite région andine, nommée Jaén de Bracamoros. Le protocole laissait entendre que la frontière y serait fixée sur la rivière Chinchipe ou la rivière Huancacamba.
Le Pérou s'appuya sur plusieurs points pour contester cet accord : ni la Colombie ni l'Équateur ne purent produire l'original du document, ses auteurs sont supposés par les Péruviens avoir été à deux endroits différents lors de sa rédaction, le protocole ne fut jamais ratifié par aucun pays, l'Équateur avait quitté la fédération de Grande Colombie un mois avant sa signature, une copie présentée par la Colombie a été jugée insuffisante par le gouvernement péruvien.
Cependant, il semble peu probable que l'Équateur ait forgé un faux même si le traité original a disparu. En 1910, un texte colombien ancien fut d'ailleurs retrouvé et mentionnait l'accord. Les versions entre les camps varient.

### Indépendance de l'Équateur
En 1832, l'Équateur se sépare définitivement de la Grande Colombie et la même année, un traité est signé avec le Pérou (traité Pando-Noboa). Ce traité stipule que les frontières du moment seront les frontières entre les deux pays jusqu'à ce qu'une convention les fixe de manière définitive. En 1841-1842, l'Équateur demanda au Pérou de lui rendre la région de Jaen, Tumbes et Maynas selon le traité Larea-Gual de 1829. Le Pérou jugea absurde de rendre des régions de facto péruviennes et qui avaient, en outre, manifesté le désir de le rester. De plus, le Pérou considérait toujours que la région de Maynas (détachée en 1802 par le roi d'Espagne) lui appartenait. Les négociations échouèrent en 1842.
La situation s'envenima encore lorsqu'en 1851 un traité entre le Pérou et le Brésil reconnut la possession au Pérou de régions entre les rivières Capqueta-Japura et Maranon-Amazone plus celle des territoires à l'est des Andes. Ces territoires étant contestés par la Colombie, le Pérou et l'Équateur. Pour y défendre ses prétentions, Lima fonda le 10 mars 1853 un gouvernement spécial dit gouvernement de Loreto chargé du développement de ces territoires. Des Péruviens y furent envoyés pour former la base d'un peuplement. L'exploration de la région fut ainsi presque essentiellement menée par des militaires péruviens. Cela offrait au Pérou des bases solides pour trancher en sa faveur un éventuel arbitrage.

### Guerre péruano-équatorienne de 1858
Le 10 septembre 1857, les Équatoriens, pour payer les dettes de la guerre d'indépendance, envisagèrent de céder un territoire dans la région de Canelos. Le Pérou protesta en signalant que selon le principe uti possidetis juris ce territoire lui appartenait. Cependant, l'Équateur, en proie à des troubles civils, continua ses négociations et le Pérou en exigea l'arrêt. En 1858, le Congrès péruvien autorisa le président à utiliser les moyens nécessaires pour arrêter la cession. Le port de Guayaquil, principal port du pays, fut envahi. Un des gouvernements de l'Équateur, alors en pleine guerre civile, accepta de signer un traité reconnaissant la souveraineté du Pérou sur les territoires disputés. En 1864, la marine péruvienne installa une base à Iquitos.

### Négociations et crises de 1887 à 1941
Une tentative d'arbitrage confiée au roi d'Espagne puis une tentative de négociations directes entre les deux pays échouèrent entre 1887 et 1893. Des incidents frontaliers éclatèrent en 1903 et 1904. Après d'autres négociations avortées (1916 et 1924), les deux camps acceptèrent de conserver les frontières issues du statu quo en 1936. L'Équateur refusa cependant de considérer cet accord comme définitif.
Le 11 janvier 1941, le président du Pérou, Manuel Padro, prétextant des incursions équatoriennes, ordonna la formation d'un corps militaire (Groupe Nord) destiné à surveiller la frontière.

## Forces engagées

### Équateur
Selon le témoignage du colonel Luis Rodriguez, les forces équatoriennes à la frontière, après les incidents du 5 et 6 juillet 1941, comptent environ 1 800 hommes répartis ainsi :
- Sur la rivière Zarumilla : 3 officiers supérieurs, 33 officiers et 743 soldats.
  - Bataillon Cayamba : 2 officiers supérieurs, 22 officiers et 490 soldats.
  - Bataillon Montecristi : 1 officier supérieur, 11 officiers et 253 soldats.
- Dans les environs immédiats : 4 officiers supérieurs, 4 officiers, 28 soldats, 98 volontaires et 500 carabiniers (force paramilitaire gouvernementale).
  - À Arenillas : 2 officiers supérieurs, 3 officiers et 14 soldats.
  - À Santa Rosa : 2 officiers supérieurs, 1 officier, 13 soldats, 93 volontaires et 500 carabiniers.

### Pérou
En juillet 1941, le Groupe nord est prêt à lancer une opération après les tensions des années 1938 et 1939. Il aligne de 11 500 à 13 000 hommes dont l'ordre de bataille est le suivant :
- Groupe de commandement
  - 5e et 7e régiments de cavalerie.
  - 6e groupe d'artillerie : 8 canons de 105 mm.
  - Détachement anti-char : 12 chars LTP d'origine tchécoslovaque.
- 1re division d'infanterie légère :
  - 1er, 5e et 19e bataillons d'infanterie.
  - 1er groupe d'artillerie : 8 pièces.
  - 1re compagnie du génie.
  - 1re section anti-aérienne.
- 8e division d'infanterie :
  - 20e bataillon d'infanterie.
  - 8e groupe d'artillerie.
  - 8e compagnie du génie.
- Détachement Chichinpe
  - 33e bataillon d'infanterie : 2 compagnies.
- Division de jungle (nord-est).

## La guerre
Les deux camps s'accusent mutuellement d'avoir déclenché le conflit. Les Péruviens accusent les Équatoriens d'avoir envahi la province de Zarumilla. En revanche, l'Équateur accuse le Pérou d'avoir pris prétexte de plusieurs accrochages entre patrouilles pour déclencher les hostilités.

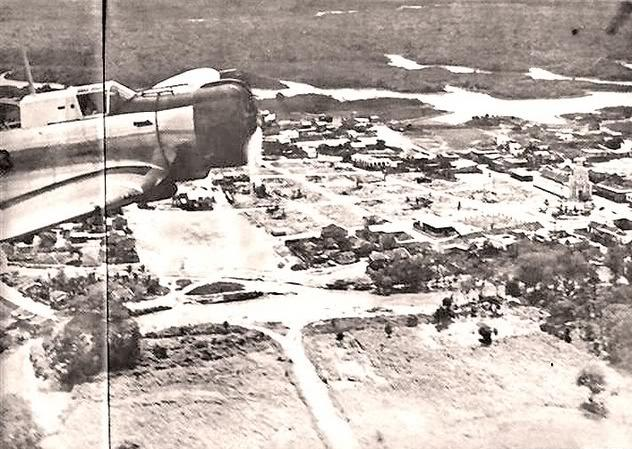
Bombardier Northrop A-17 de la Force aérienne du Pérou survolant la ville de Loja (Équateur).

Les combats furent rapidement à l'avantage des Péruviens, plus nombreux et mieux équipés,. Ils prennent Zarumilla puis commencent à envahir la province d'El Oro. L'aviation péruvienne effectue aussi quelques bombardements sur Huaquillas, Arenillas, Santa Rosa et Machala. Le Pérou dispose aussi d'une unité de parachutistes qui s'empare de Puerto Bolivar le 27 juillet 1941.
Faisant face à des difficultés internes l'obligeant à conserver à Quito l'essentiel de son armée, le président équatorien demanda un cessez-le-feu qui prit effet le 31 juillet. L'armée péruvienne occupait alors la province d'El Oro et une partie de celle de Loja. Elle fut confrontée à une guérilla menée par l'Équateur. Celui-ci accusa par ailleurs le Pérou de poursuivre ses avancées. Le 2 octobre 1941, sous l'égide des États-Unis, du Brésil et de l'Argentine, une zone démilitarisée est créée et des négociations pour la paix s'ouvrent.

## Suites de la guerre
Le gouvernement équatorien accepta de signer le protocole de Rio le 29 janvier 1942. Une zone de plus de 200 000 km2 fut reconnue comme appartenant au Pérou (qui y occupait divers points depuis le XIXe siècle) dans la région de Maynas et de l'Amazone. De plus, selon le principe du statu quo de l'accord de 1936, une frontière fut définie. Le Pérou recevait 18 552 km2 de son territoire à l'Équateur et il cédait 5 072 km2.
Dans les années 1960, l'Équateur affirma que cet accord était invalide car signé sous la contrainte alors que des troupes étrangères campaient sur son sol.